# Jarkko Wiss
Jarkko Wiss (Tampere, 17 aprile 1972) è un allenatore di calcio ed ex calciatore finlandese, di ruolo centrocampista, tecnico del KuPS.

## Carriera

### Giocatore

#### Club
Wiss cominciò la carriera in patria, militando nelle file di TPV, Jaro e HJK Helsinki. Terminata l'esperienza con quest'ultima squadra, passò ai norvegesi del Molde. Debuttò nella Tippeligaen in data 23 aprile 1999, quando sostituì Karl Oskar Fjørtoft nel successo per 2-1 sul Bodø/Glimt.
Sempre nel corso del 1999, passò al Lillestrøm. Il debutto con questa maglia fu datato 16 giugno, quando fu schierato titolare nel successo per 4-1 sul Vålerenga. L'8 agosto dello stesso anno, segnò la prima rete nella massima divisione norvegese, nella sconfitta per 1-2 contro l'Odd Grenland.
Nel 2000, Wiss passò al Moss. Il primo incontro con questa maglia lo disputò il 9 aprile, nel pareggio a reti inviolate contro l'Odd Grenland. Il 16 aprile realizzò il primo gol per il Moss, nel pareggio per 1-1 in casa dello Start.
Wiss lasciò poi la Norvegia e si accordò con gli inglesi dello Stockport County, formazione militante nella First Division. Il primo incontro con questa casacca lo giocò il 12 agosto 2000, sostituendo Fredrik Bryngelsson nel successo per 1-3 sul Gillingham. Il 21 ottobre firmò la prima marcatura, nel 4-3 inflitto al Bolton.
Passò poi agli scozzesi dell'Hibernian, squadra per la quale esordì il 23 gennaio 2002, quando subentrò a Derek Townsley nella sconfitta per 3-4 contro l'Aberdeen. Nel 2005 tornò in patria, dove chiuse la carriera con il Tampere United, nel 2007.

#### Nazionale
Wiss conta 45 presenze e 3 reti per la Finlandia.

### Allenatore
Il 29 ottobre 2010 fu annunciato che Wiss sarebbe stato il successore di Ari Hjelm sulla panchina del Tampere United. Firmò un contratto biennale, con opzione per altre due stagioni, nello stesso giorno.

## Palmarès

### Giocatore

#### Competizioni nazionali
- Campionato finlandese: 4

TPV: 1994
HJK: 1997
Tampere Utd: 2006, 2007
- Coppa di Lega finlandese: 2

HJK: 1997, 1998
- Coppa di Finlandia: 2

HJK: 1998
Tampere Utd: 2007

### Allenatore

#### Competizioni nazionali
- Coppa di Finlandia: 2

Ilves: 2019, 2023